# Michael A. Goorjian
Michael Antranig Goorjian nascido e criado na Área da Baía de San Francisco é um ator, cineasta e escritor americano. Como ator, Michael ganhou o prêmio Emmy de Melhor Ator Coadjuvante no filme  televisivo David's Mother com Kirstie Alley. Ele também é conhecido por seu papel como em série "Party of Five "(1994-2000), e também como Heroin Bob no filme SLC Punk! de 1998. Como diretor, Michael alcançou o reconhecimento de seu primeiro grande filme independente, Illusion  de 2004, um filme que ele escreveu, dirigiu e estrelou ao lado de Kirk Douglas uma lenda de Hollywood.

## Televisão
Michael também estrelou em séries de televisão, incluindo  Lie to Me, House MD, Alias, Monk, CSI: Crime Scene Investigation, Without A Trace, Chicago Hope e um papel recorrente em Life Goes On como Ray Nelson.